# کانون دوستداران حیوانات
کانونِ دوستدارانِ حیوانات یا پناهگاهِ وفا، در سال ۱۳۸۲ توسط فاطمه معتمدی با هدفِ حمایت از محیط زیست و جانورانِ بی‌سرپرست و انجام فعالیت‌های اجتماعی و فرهنگی تشکیل شد.

## پایه‌گذاری
در سال ۱۳۸۲ و همزمان با شکل گیریِ یک تشکلِ غیردولتی برای حمایت از حقوقِ حیوانات، ایدهٔ برپاییِ یک پناهگاه برای جانورانِ بی‌سرپرست در ذهنِ خانم فاطمه معتمدی شکل گرفت. وی یک مدافع و پشتیبانِ قدیمیِ حیوانات بود. این ایده سبب شد که برای آغازِ کار، طرفداران طبیعت و حیوانات را گرد هم جمع کند. اولین قدم‌های عملی برای انجامِ این کار هم در همان زمان آغاز شد و وقتی همسرِ خانمِ فاطمه معتمدی، قطعه زمینی برای این کار اهدا کرد، گامِ اصلی برداشته شد و ساختِ پناهگاه آغاز گردید و به تدریج تکمیل شد و نهایتاً در میانهٔ سالِ ۱۳۸۳ خورشیدی به بهره‌برداری رسید.
همکاری با سازمان‌های دولتی و انجام مطالعات زیست‌محیطی و ارائه اطلاعات به دست آمده به مراجع مربوطه در مورد مسائل مربوط به حیوانات نیز در برنامه‌های این گروه قرار دارد. این کانون، نخستین مرکزِ خیریهٔ نگهداری از حیواناتِ بی‌سرپناهِ ایران را در سال ۱۳۸۳ در دشت‌های وسیع شرقی شهر جدید هشتگرد راه‌اندازی کرد.

## هزینه‌ها
مخارج پناهگاه فقط از طریق کمک‌های مردمی تأمین می‌شود که هر ماه در کبوتر نامه (خبرنامه اینترنتی کانون) نامِ کسانی که کمک می‌کنند درج می‌شود. همچنین هر چندگاه به کمک دوستان بازارهای خیریه برای کمک به حیوانات تشکیل می‌شود که عواید آنها به مصرف مایحتاج حیوانات می‌رسد.